# Linha do Fréjus

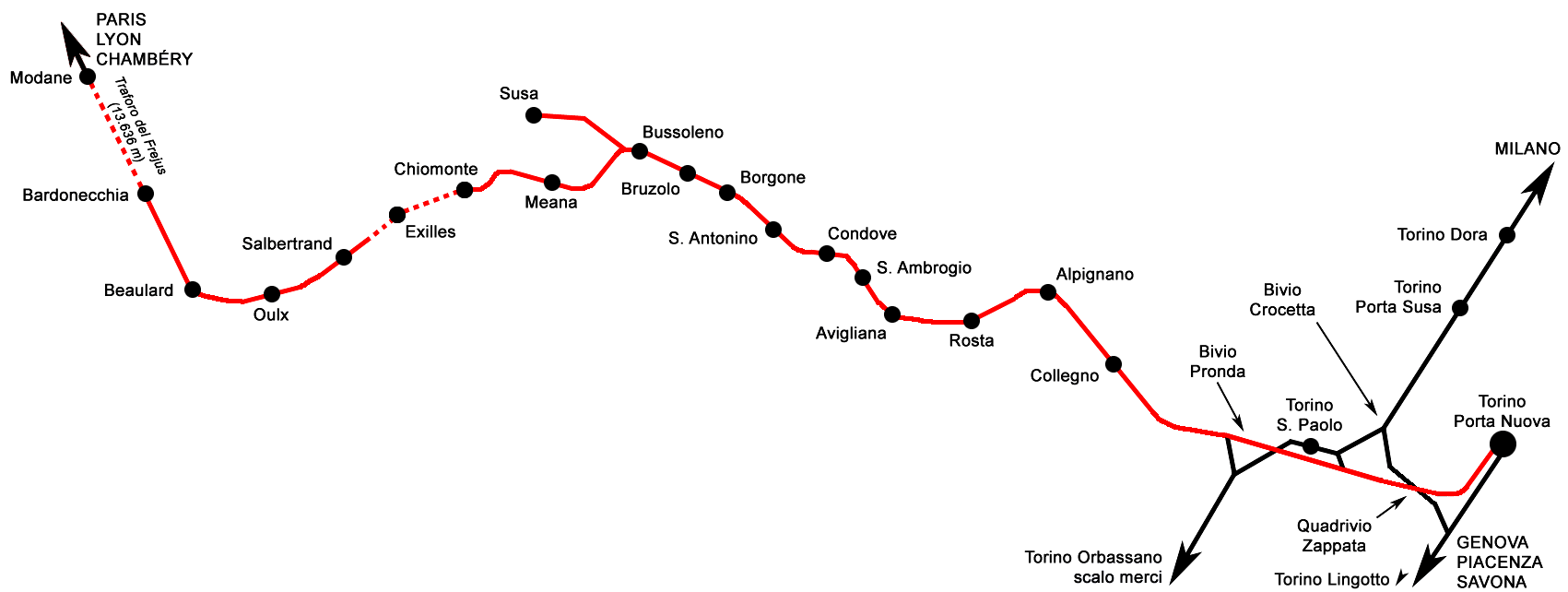
Mapa da linha

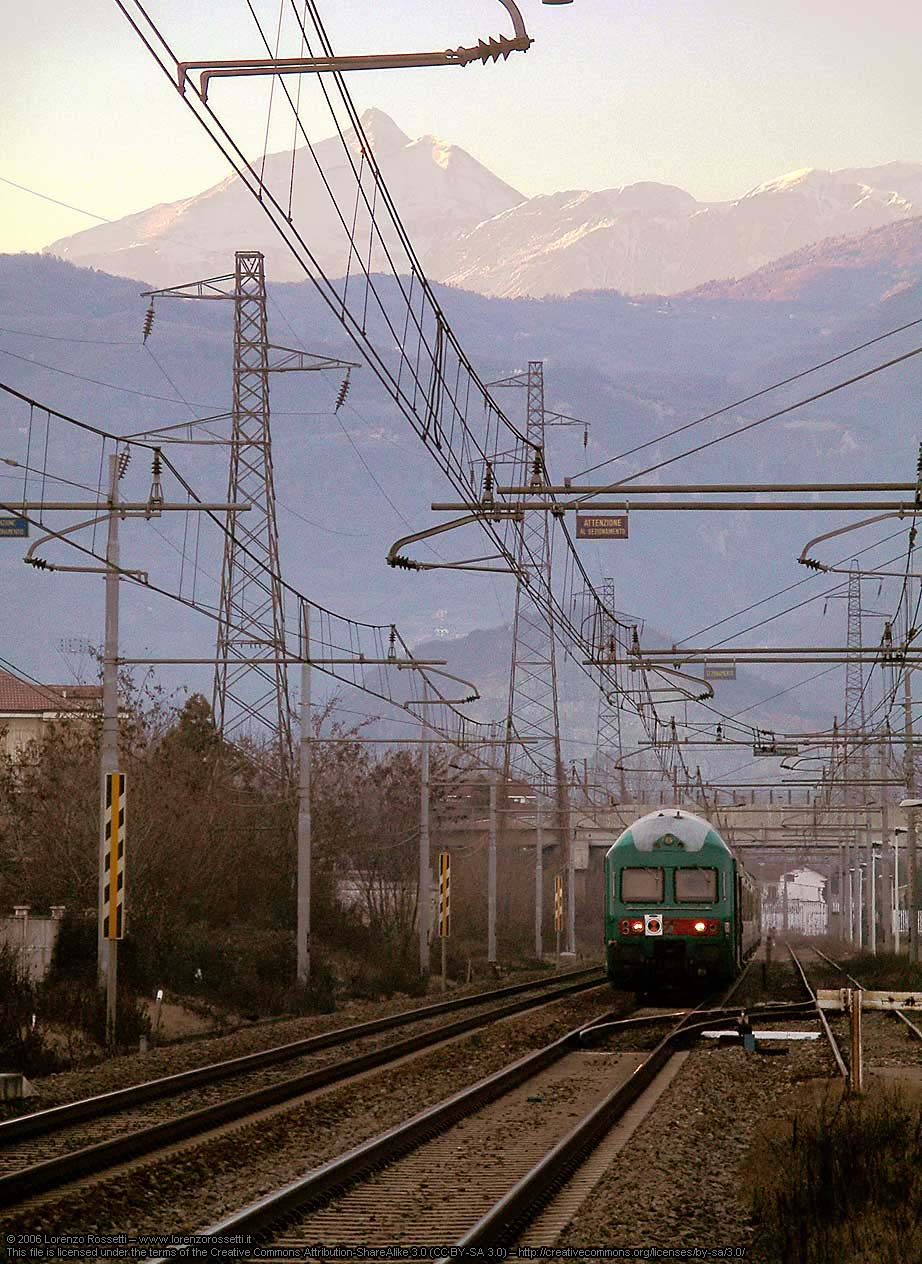
O Rocciamelone visto a partir da linha do Fréjus

A Linha de Fréjus é uma linha de caminho de ferro na  Itália que liga Turim a Bardonecchia no Piemonte e que continua pelo Túnel ferroviário do Fréjus para Modane, na Saboia, em  França. Em Bussoleno um desvio de 8 km, permite seguir para Susa, sempre na Itália.
A linha de Fréjus é uma via dupla, electrificada, com um comprimento total de 103 km.
Depois do túnel, e do lado francês, ela continua pela Linha Culoz-Modane.